# مساعد الهارون
الدكتور مساعد الهارون ، (1951) وزير التربية والتعليم العالي في الكويت منذ 2001 2003 ، مندوب الكويت لدى اليونيسكو السابق.

## السيرة الشخصية
الدكتور مساعد راشد أحمد الهارون وزير التربية ووزير التعليم العالى، هو من مواليد (1951) يحمل الدكتوراه في الفلسفة تخصص علم الحركة من جامعة انديانا في أمريكا عام 1980 إضافة إلى ماجستير إدارة تربوية من جامعة سان فرانسيسكو في أمريكا عام 1976 ، وماجستير أخرى في علم النفس التربوى من جامعة انديانا في امريكا عام 1979 ، وشغل عدة مناصب رسمية منها وكيل وزارة التعليم العالى ووكيل وزارة التربية وأخيرا مندوب الكويت لدى اليونيسكو.

## المناصب
- شغل عضوية اتحاد الجمباز الكويتي 1973.
- مشرف مراقبة رعاية الشباب بجامعة الكويت 1972 - 1973.
- العميد المساعد لشئون الطلبة بجامعة الكويت 1980.
- عميد شئون الطلبة بجامعة الكويت 1980 - 1984.
- المستشار الثقافي لسفارة دولة الكويت بواشنطن 1985 - 1989.
- وكيل وزارة التعليم العالي 1989 - 1993.
- وكيل وزارة التربية 1993 - 1998.
- مندوب الكويت الدائم في منظمة اليونسكو قي باريس 1998 - 2001 .
- رئيس المجلس التنفيذي لمكتب التربية العربي لدول الخليج 1993 - 1995.
- رئيس تحرير مجلة التربية وعضو مجلس إدارتها 1995.

## وصلات خارجية
- موقع وزارة التربية